# Tobias Jersak
Tobias Jersak (* 1972) ist ein deutscher Historiker mit Schwerpunkt auf der europäischen Geschichte des 18.–20. Jahrhunderts.

## Leben
Von 1993 bis 1997 studierte er evangelische Theologie, Geschichte, Philosophie und Informatik an den Universitäten Stuttgart, Tübingen, Mainz, Münster und Cambridge, wo er im Jahr 2000 einen Ph.D. erwarb.
Seine 1999 aufgestellte These, dass Hitler auf die Atlantik-Charta vom August 1941 mit der Entscheidung zum Holocaust reagierte, hat trotz vereinzelter Kritik inzwischen Eingang in historische Standardwerke und Schulbücher gefunden.
Ab 2000/01 war er Wissenschaftlicher Mitarbeiter an der Universität Münster und Lehrbeauftragter an der Universität Stuttgart.
Ab Herbst 2005 engagierte er sich in Sankt Petersburg für Straßenkinder.

## Schriften (Auswahl)
- A Time to Kill. The Decision to Exterminate the European Jews, Cambridge 1997.
- Die Interaktion von Kriegsverlauf und Judenvernichtung. Ein Blick auf Hitlers Strategie im Sommer 1941. In: Historische Zeitschrift 268 (1999), S. 311.[5]
- Blitzkrieg revisited. A new look at Nazi war and Extermination planning. In: The Historical Journal 43 (2000), S. 565–582.
- Hitler and the Interaction of War and Holocaust, 1941, 2001.[6]
- Thirteen Days in August. Hitler’s Holocaust Strategy, 1941 (= Studies in the Social and Cultural History of Modern Warfare), Cambridge University Press, ISBN 978-0-521-82715-7.
- mit Georg Friedrich Wagner (Hrsg.): Johann Joachim Spalding Religion, eine Angelegenheit des Menschen. [SpKA I/5] Mohr Siebeck, Tübingen 2001, ISBN 3-16-147603-4.
- (Hrsg.): Johann Joachim Spalding Ueber die Nutzbarkeit des Predigtamtes und deren Beförderung. [SpKA I/3] Mohr Siebeck, Tübingen 2002, ISBN 3-16-147807-X.
- mit Albrecht Beutel (Hrsg.): Johann Joachim Spalding Kleinere Schriften 2: Briefe an Gleim – Lebensbeschreibung. [SpKA I/6-2] Mohr Siebeck, Tübingen 2002, ISBN 3-16-147809-6.
- A Matter of Foreign Policy. ‘Final Solution’ and ‘Final Victory’ in Nazi Germany. In: German History, August 2003, Vol. 21, Issue 3, S. 369.
- mit Gerhard Hirschfeld (Hrsg.): Karrieren im Nationalsozialismus, Campus, Frankfurt am Main (u. a.) 2004, ISBN 3-593-37156-1.
- mit Albrecht Beutel (Hrsg.): Johann Joachim Spalding Gedanken über den Werth der Gefühle in dem Christenthum [SpKA I/2], Mohr Siebeck, Tübingen 2005, ISBN 978-3-16-148142-0.